# Eliseo Prado
Eliseo Prado (Buenos Aires, 17 de septiembre de 1929 - Buenos Aires, 10 de febrero de 2016) fue un futbolista y odontólogo argentino. Jugaba de insider derecho y fue una de las figuras de La Maquinita, famoso equipo de River que conquistó 5 campeonatos argentinos entre 1952 y 1957.

## Trayectoria

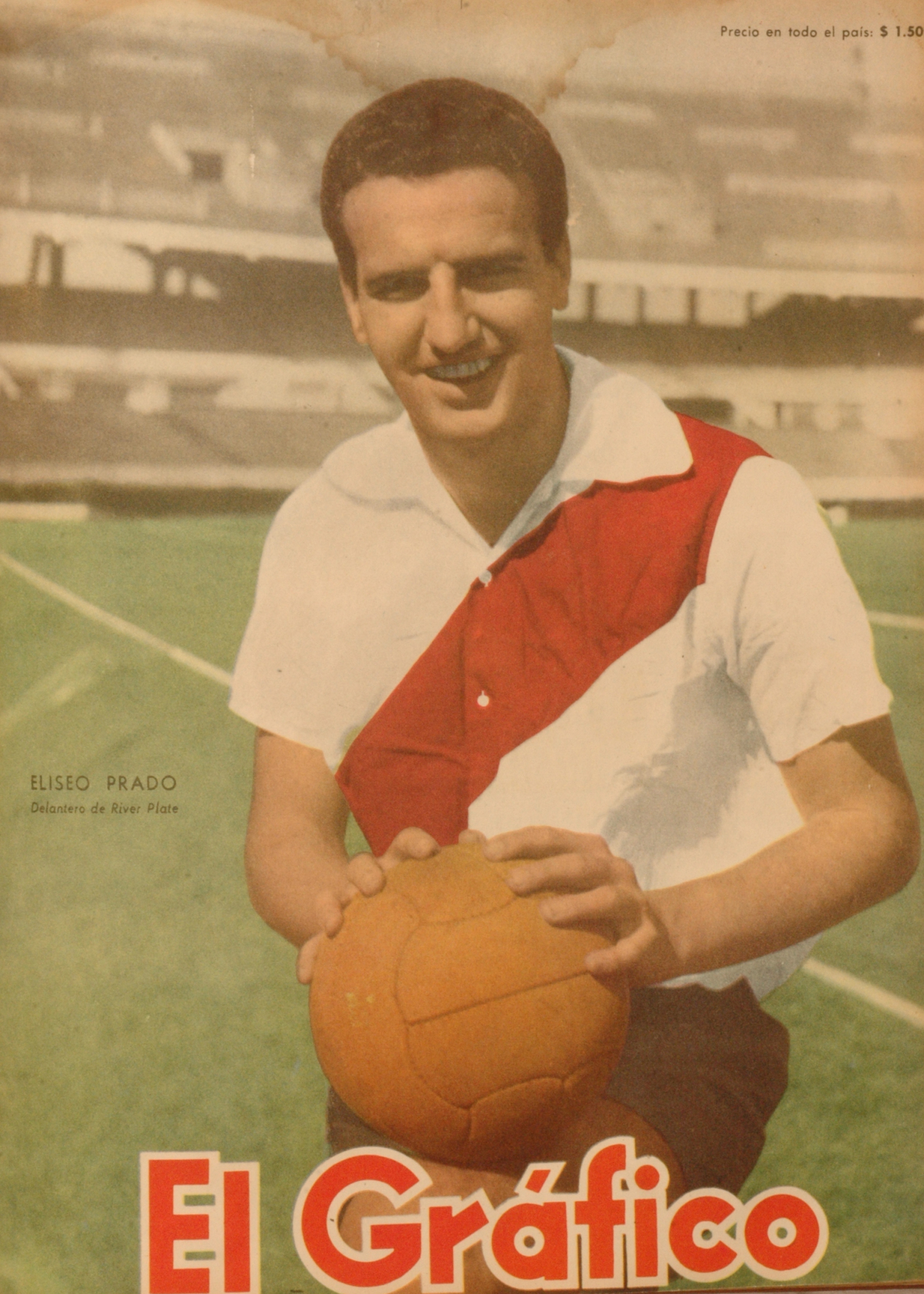
Eliseo Prado en River.

Debutó en 1949 en River Plate, gracias a la huelga de jugadores de fútbol de esa temporada. Una vez resuelta la huelga, volvió a jugar en la reserva. En 1951 se convierte en un jugador regular en la primera de River. Logró cinco campeonatos con River (1952, 1953, 1955, 1956 y 1957). Luego tuvo un buen paso por Gimnasia y Esgrima de La Plata. Jugó un total de 236 partidos y anotó 74 goles.
También jugó con la Selección de fútbol de Argentina, en las eliminatorias de la Copa Mundial de Fútbol de 1958 y en la copa.

## Clubes
| Club               | País      | Año       |
| ------------------ | --------- | --------- |
| River Plate        | Argentina | 1948-1958 |
| Gimnasia y Esgrima | Argentina | 1959-1962 |
| Sportivo Italiano  | Argentina | 1963      |

## Palmarés

### Campeonatos nacionales
| Título           | Equipo      | País      | Año  |
| ---------------- | ----------- | --------- | ---- |
| Primera División | River Plate | Argentina | 1952 |
| Copa Ibarguren   | River Plate | Argentina | 1952 |
| Primera División | River Plate | Argentina | 1953 |
| Primera División | River Plate | Argentina | 1955 |
| Primera División | River Plate | Argentina | 1956 |
| Primera División | River Plate | Argentina | 1957 |